# Lorne Michaels
Lorne Michaels CC (17 november 1944), geboren als Lorne David Lipowitz, is een Canadees-Amerikaanse komiek, scenarioschrijver en tv-producent. Hij is vooral bekend als de bedenker van het sketchprogramma Saturday Night Live en als uitvoerend producent van de NBC-talkshows The Tonight Show with Jimmy Fallon en Late Night with Seth Meyers.

## Biografie
Lorne Michaels werd in 1944 geboren als Lorne David Lipowitz, de zoon van Henry Abram Lipowitz en Florence Becker. Hij is joods. Het is niet duidelijk waar hij geboren werd. Volgens sommige bronnen werd hij in de Canadese stad Toronto geboren, volgens andere bronnen werd hij in een kibboets in het mandaatgebied Palestina geboren en verhuisde hij als kind met zijn familie naar Toronto.
Hij studeerde aan Forest Hill Collegiate Institute en behaalde in 1966 aan de Universiteit van Toronto een diploma in de richting Engels. In 1987 verwierf hij de Amerikaanse nationaliteit. In 2002 mocht de toen 57-jarige Michaels toetreden tot de Orde van Canada.
Van 1971 tot 1980 was hij getrouwd met Rosie Shuster, de dochter van de Canadese komiek Frank Shuster. Ze werkte destijds als schrijfster mee aan Saturday Night Live. In 1984 trouwde hij met fotomodel Susan Forristal. Drie jaar later gingen de twee opnieuw uit elkaar. Sinds 1991 is hij getrouwd zijn vroegere assistente Alice Barry.

## Carrière
Michaels begon zijn entertainmentcarrière als scenarioschrijver en presentator in dienst van CBC Radio. In 1968 verhuisde hij van Toronto naar Los Angeles en werkte hij als schrijver mee aan het sketchprogramma Laugh-In en het variétéprogramma The Beautiful Phyllis Diller Show. Begin jaren 1970 vertolkte hij samen met Hart Pomerantz een hoofdrol in het Canadese programma The Hart and Lorne Terrific Hour (1970–1971).

### Saturday Night Live
In 1975 bedacht Michaels, in samenwerking met NBC-directeur Dick Ebersol en voorzitter Herb Schlosser, het komisch sketchprogramma NBC's Saturday Night, wat in 1977 veranderd werd in Saturday Night Live (SNL). Het programma werd live uitgevoerd voor een publiek en werd al snel geprezen om zijn onvoorspelbaarheid en gewaagde humor. 
Michaels was aanvankelijk de producent van de show en werkte ook als scenarioschrijver aan het programma mee. Later werd hij uitvoerend producent. In 1980 verliet hij het programma voor een periode van vijf jaar. Voor aanvang van het tv-seizoen 1985/86 keerde hij terug.
In de begindagen werkten er bij SNL verschillende komieken en schrijvers mee die bij het komisch tijdschrift National Lampoon en bijhorend radioprogramma National Lampoon Radio Hour begonnen waren, waaronder Chevy Chase, John Belushi, Gilda Radner en Bill Murray. Om die reden wordt ook weleens gesteld dat Michaels het idee voor Saturday Night Live van National Lampoon had afgekeken.
Michaels is ook verantwoordelijk voor het aanwerven van acteurs en actrices. Onder zijn leiding lanceerde SNL de tv- en filmcarrières van bekende komieken en schrijvers als Tina Fey, Amy Poehler, Will Ferrell, Dana Carvey, Conan O'Brien, Mike Myers en Adam Sandler. Om die reden wordt Michaels in de Amerikaanse entertainmentindustrie beschouwd als een "kingmaker".

### Overig werk
In 1984 probeerde hij op NBC een nieuw sketchprogramma, getiteld The New Show, te lanceren. Het programma was geen succes en werd na negen afleveringen geannuleerd. Midden jaren '80 schreef hij samen met komiek Steve Martin en zanger Randy Newman ook de filmkomedie Three Amigos (1986).
In 1993 stopte David Letterman als presentator van de NBC-talkshow Late Night en werd Michaels door NBC ingeschakeld om een opvolger te zoeken. Michaels benoemde gewezen SNL-schrijver Conan O'Brien als nieuwe presentator en werd vanaf dan ook producent van het programma. In 2009 schoof O'Brien door naar The Tonight Show, waarna Michaels met Jimmy Fallon opnieuw een gewezen SNL-medewerker benoemde als presentator van Late Night. In 2014, en na een harde concurrentiestrijd tussen O'Brien en Jay Leno, ging NBC ook op zoek naar een nieuwe presentator voor The Tonight Show. Opnieuw werd Michaels als producent ingeschakeld om het programma uit te werken. Hij verhuisde de show van Los Angeles naar New York en benoemde Fallon als presentator. Fallon op zijn beurt werd bij Late Night opgevolgd door gewezen SNL-collega Seth Meyers.
Zowel acteurs en actrices als personages en sketches van SNL werden zo populair dat ze later een eigen tv-serie of film kregen. Michaels was vaak als producent bij die producties betrokken. Zo werd in 1992 de film Wayne's World, gebaseerd op een gelijknamige sketch van SNL, uitgebracht. Ook de filmkomedie MacGruber (2010), een parodie op actieheld MacGyver, was op een SNL-concept gebaseerd.
Van 2006 tot 2013 was Michaels ook een uitvoerend producent van de sitcom 30 Rock, die bedacht werd door gewezen SNL-actrice Tina Fey. De serie leverde Michaels drie Emmy Awards op.

## Prijzen en eretekens
In 1999 mocht Michaels toetreden tot de Television Academy Hall of Fame en kreeg hij een ster op de Hollywood Walk of Fame. Vier jaar later kreeg hij ook een ster op Canada's Walk of Fame.
In 2012 mocht Michaels een Peabody Award in ontvangst nemen. In 2016 reikte toenmalig president Barack Obama de Presidential Medal of Freedom aan Michaels uit.
Michaels won vijftien Emmy Awards. Hij won de prijs voor Saturday Night Live (1975–), 30 Rock (2006–2013) en de komische tv-specials Lily (1973) en  The Paul Simon Special (1977).

## Filmografie

### Film
- Gilda Live (1980)
- Nothing Lasts Forever (1984)
- Three Amigos (1986)
- Wayne's World (1992)
- Coneheads (1993)
- Wayne's World 2 (1993)
- Lassie (1994)
- Tommy Boy (1995)
- Stuart Saves His Family (1995)
- Black Sheep (1996)
- Kids in the Hall: Brain Candy (1996)
- A Night at the Roxbury (1998)
- Superstar (1999)
- Man on the Moon (1999)
- The Ladies Man (2000)
- Enigma (2001)
- Mean Girls (2004)
- Hot Rod (2007)
- Baby Mama (2008)
- MacGruber (2010)
- The Guilt Trip (2012)
- Whiskey Tango Foxtrot (2016)
- Masterminds (2016)

### Televisie (selectie)
- Saturday Night Live (1975–)
- Late Night with Conan O'Brien (1993–2009)
- 30 Rock (2006–2013)
- Late Night with Jimmy Fallon (2009–2014)
- Portlandia (2011–2018)
- Late Night with Seth Meyers (2014–)
- The Tonight Show with Jimmy Fallon (2014–)